# Studion
Studion − klasztor w Konstantynopolu założony w 463 przez konsula Flawiusza Studiusa pod wezwaniem św. Jana Chrzciciela na zachodnich obrzeżach miasta.
Mnichów w nim mieszkających nazywano od jego imienia studytami.

## Historia
Szybko stał się bastionem obrony ortodoksji chrześcijańskiej, przeciwstawiając się doktrynom monofizyckim zawartym w Henotikonie cesarza Zenona Izauryjczyka. Klasztor nie przystąpił też do schizmy patriarchy Konstantynopola Akacjusza (484–519). W VIII-IX w. klasztor mocno był zaangażowany w walkę z ikonoklazmem. Igumen Saba wykazał nieprzejednane stanowisko w tej sprawie na soborze nicejskim II w 787 za cenę konfliktu z patriarchą Metodym Wyznawcą. Pod rządami igumena św. Teodora Studyty (zm. 826) klasztor stał się modelem monastycyzmu wschodniego i wiodącym przeciwnikiem ikonoklastów Nicefora I Genika i Leona V Armeńczyka. Na skutek IV wyprawy krzyżowej w 1204 popadł w kryzys a całkowicie odrodził się dopiero w 1290.
Klasztor Studion zaczął ostatecznie podupadać wraz ze schyłkiem imperium bizantyjskiego. Ostatni mnisi rozproszyli się, a znaczna część klasztoru została zniszczona przez Turków w 1453. Bazylika klasztorna z V w. została zamieniona na meczet İmrahor.
Typikon studytów został zaadaptowany na początku XX w. przez metropolitę lwowskiego Andrzeja Szeptyckiego, założyciela greckokatolickich studytów, nawiązujących do duchowości klasztoru Studion.